# Felix Holt, the Radical
Felix Holt, the Radical (em português: Felix Holt, o radical), de 1866, é um romance social escrito por George Eliot sobre as disputas políticas em uma pequena cidade da Inglaterra à época do First Reform Act de 1832, que mudaria o sistema eleitoral inglês.
Em janeiro de 1868, Eliot escreveu um artigo intitulado Address to Working Men, by Felix Holt (em português, Apelo aos trabalhadores, por Felix Holt). Ele seguiu o Second Reform Act, de 1867, que expandiu o direito de voto para além das classes dos proprietários de terras, e foi escrito ao modo de Felix Holt, e "assinado" por esse.

## Enredo
Felix Holt, The Radical conta a história de Felix e Esther, dois personagens que vivem na Inglaterra em plena Revolução Industrial. O romance acontece na Grã Bretanha em meados do século XIX, em meio às transformações políticas decorrentes da aprovação da Lei da Reforma e que pretendia reformar o sistema eleitoral britânico.
A narrativa gira em torno do relacionamento entre os personagens Harold Transome, um homem ambicioso e que vai a Loamshire para reivindicar a propriedade de sua família e apoiar a reforma parlamentar, Felix Holt, um artesão apaixonado e Esther, a verdadeira herdeira de Transome. A história narra a relação de amor entre Felix e Esther que, quando vê seu amado ser preso por matar um homem acidentalmente, renuncia sua reivindicação à Transome para ficar com Felix.
Na história de Felix Holt, como em outras de suas obras, George Eliot discute os estereótipos de gênero e questiona as normas morais e as regras de conduta da sociedade vitoriana. Além disso, a autora denuncia também a miséria em que vivia a classe trabalhadora em um contexto de profundas transformações na Europa.